# 小行星24601
小行星24601（24601 Valjean）是一顆小行星，其名稱直譯為24601萬強。取自於法國大文豪雨果的作品《悲慘世界》的主角－尚萬強（Jean Valjean）之名，因為尚萬強曾經坐過19年的苦牢，當時他的囚犯編號就是24601。 